# OV-1 Mohawk
OV-1 Mohawk  (укр. «Мо́угок») — американський турбогвинтовий розвідувальний і ударний літак. Здійснив перший політ 14 квітня 1959 року, всього побудовано 380 машин. Стояв на озброєнні Армії США до 1990-х років, поставлявся в Аргентину, Ізраїль і ФРН.

## Історія створення
У 1954 році армія США оголосила тендер серед провідних авіаційних концернів країни на створення нового літака-розвідника, на зміну морально застарілого Cessna O-1 Bird Dog, який дозволяв вести лише візуальне спостереження.
15 лютого 1956 на конференції Армії США було запропоновано шість різних проєктів. Через місяць ВВС США представило остаточні вимоги для нового літака-розвідника, які передбачали створення добре захищеної двомісної двомоторної турбогвинтової машини з укороченою злітно-посадковою дистанцією, оснащеної найсучаснішим розвідувальним обладнанням.
Переможцем тендеру була визнана фірма Грумман з прєектом G-134, що виявилося досить несподіваним, оскільки раніше фірма спеціалізувалася в основному на палубних літаках, і розвідниками не займалася. Новим розвідником так само зацікавилися сили ВМС і морської піхоти США, але надалі вони відмовилися від участі в проєкті, перенаправивши фінансування на інші цілі.
У березні 1957 р з фірмою-переможцем уклали контракт, який передбачав будівництво дев'яти прототипів і передсерійних літаків YAO-1AF. Розробка літака велася досить швидкими темпами, оскільки армія вимагала, щоб новий розвідник досяг операційної готовності до 1960 року. Перший з дев'яти дослідних VAO-1AF (заводський номер 57-6463) піднявся в повітря 14 лютого 1959 р пілотований льотчиком-випробувачем фірми «Грумман» Ральфом Доннеллі. На випробуваннях VAO-1AF показав себе з дуже хорошого боку, літак був дуже маневреним і мав низьку швидкість звалювання (всього 111 км / ч.). Злітна дистанція становила лише 360 м.
Замовник в особі армії США залишився задоволений результатами минулих випробувань, і в тому ж році відбулося підписання контракту на постачання першої серійної партії в 35 літаків, незабаром збільшеною до 77 одиниць. Оскільки розробка розвідувального обладнання відставала від створення самого літака, контракт передбачав послідовне впровадження у виробництво трьох модифікацій: AO-1AF, призначений для фоторозвідки (36 одиниць), AO-1BF з РЛС бокового огляду (17 одиниць) і AO-1CF з інфрачервоною апаратурою ( 24 одиниці).
У той же період літак отримав офіційну назву «Моугок» відповідно до традиції привласнювати літальним апаратам Армії США імена індійських племен. Спочатку передбачалося назвати літак «Монток», але в кінцевому підсумку вибір зробили на користь більш відомого і войовничого племені Мохок . У 1962 р в США були об'єднані існуючі до того часу окремі для кожного виду збройних сил системи позначень літальних апаратів, і АТ-1 перейменували в OV-1.

## Тактико-технічні характеристики

### Технічні характеристики
- Екіпаж : 2 людини
- Довжина : 12,5 м
- Розмах крила : 14,63 м
- Висота : 3,86 м
- Площа крила: 33,44 м²
- Маса порожнього: 5330 кг
- Максимальна злітна маса: 8215 кг
- Двигуни: 2 × ТВД Lykoming T53-L-701 (2 × 1400 л. С. / 1044 кВт)

### Льотні характеристики
- Максимальна швидкість : 490 км / год
- Дальність польоту: 1520 км
- Практична стеля : 7620 м